# Carlos Urzúa Morales
Carlos Enrique Urzúa Morales (Sewell, Región de O'Higgins, Chile 28 de febrero de 1945) es un exportero chileno.
Es conocido por ser el arquero por muchos años de Universidad de Chile, destacando en la campaña de 1973. Jugó un total de 75 partidos por el cuadro azul.
Urzúa también fue ayudante técnico de Manuel Pellegrini en 1988, dirigiendo 4 partidos cuando el entrenador asistió a un curso de perfeccionamiento en Lilleshall, Inglaterra. La U sólo logró un empate y tres derrotas bajo el mando de Urzúa.

## Clubes
| Club                           | País  | Año       |
| ------------------------------ | ----- | --------- |
| Universidad Técnica del Estado | Chile | 1966-1968 |
| Universidad de Chile           | Chile | 1969-1973 |
| Deportes Aviación              | Chile | 1975      |
| Universidad de Chile           | Chile | 1975-1979 |
| Santiago Wanderers             | Chile | 1980-1981 |

## Palmarés

#### Torneos nacionales
| Título                   | Club                 | País  | Año  |
| ------------------------ | -------------------- | ----- | ---- |
| Torneo Metropolitano     | Universidad de Chile | Chile | 1969 |
| Copa Francisco Candelori | Universidad de Chile | Chile | 1969 |
| Primera División         | Universidad de Chile | Chile | 1969 |
| Copa Chile               | Universidad de Chile | Chile | 1979 |